# Fortaleza de Isabel II
La fortaleza de Isabel II o fortaleza de la Mola es un complejo militar español situado en la península de la Mola, en la entrada del puerto de Mahón, isla de Menorca, enfrente del castillo de San Felipe, que protege la entrada al puerto desde el otro lado de la boca. Junto a esta fortaleza se encuentra el punto más oriental de España.
Su nombre se debe a la reina Isabel II, que la mandó construir a mediados del siglo XIX.

## Historia

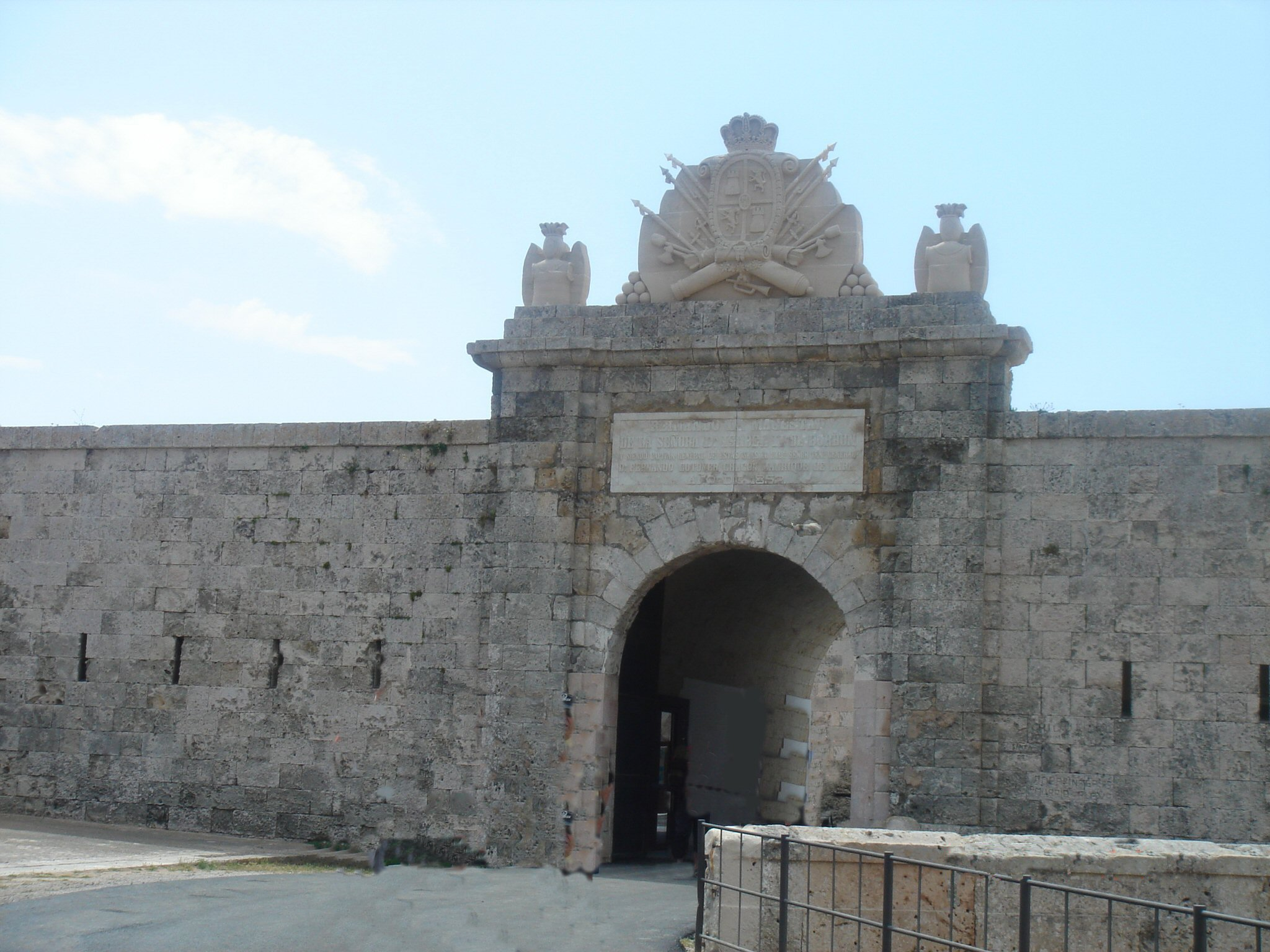
Entrada

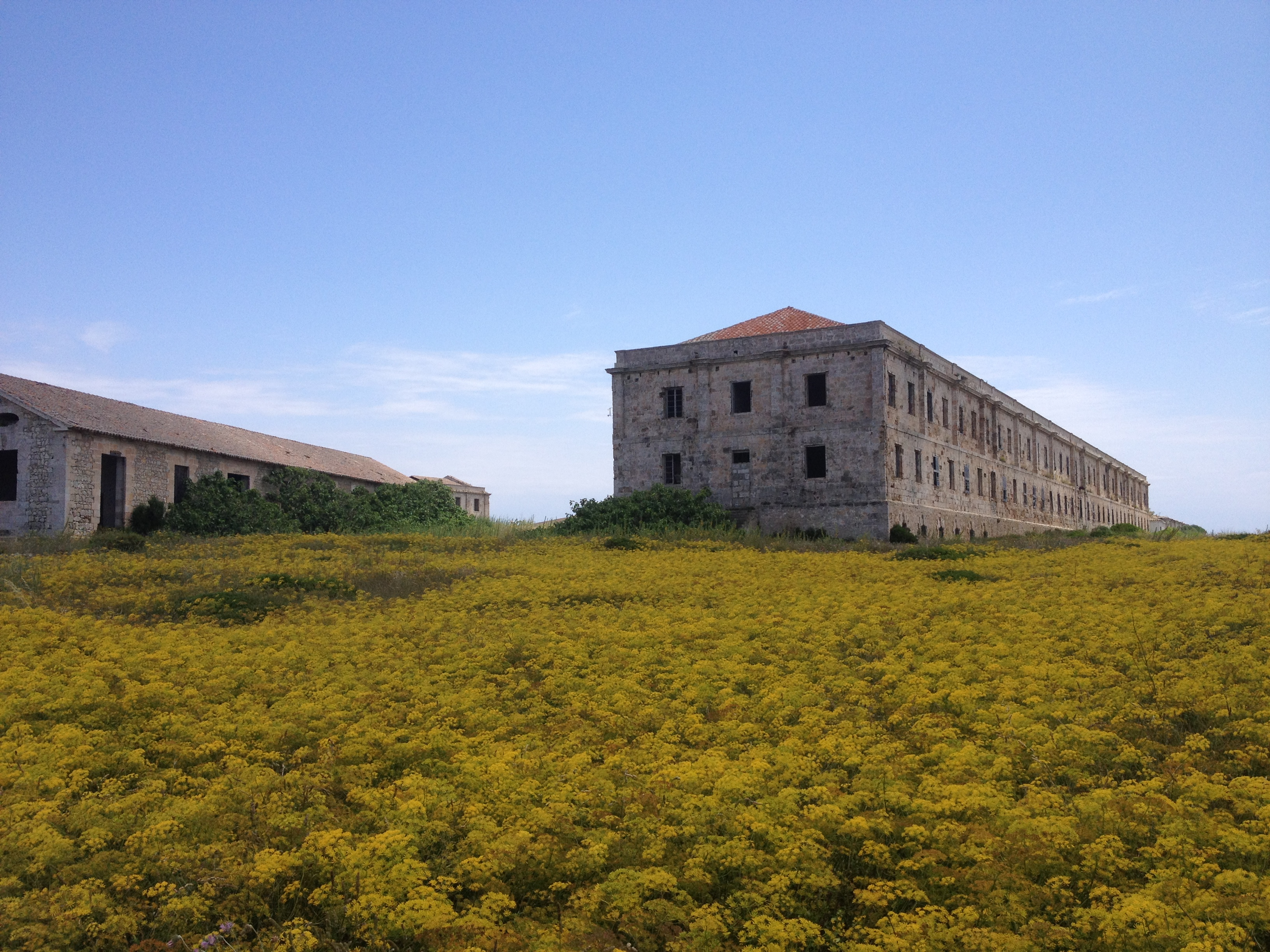
Vista de uno de los edificios residencia de los soldados dentro de la fortaleza de Isabel II

Tras la demolición del castillo de San Felipe, en 1850 comenzaron los trabajos de la fortaleza, construida sobre la península de la Mola, en el puerto, con tres objetivos: defender el puerto, constituir la base de operaciones de todas las fuerzas del Ejército en la isla y servir de reducto de seguridad, en último término, a dichas fuerzas.
La fortificación fue inaugurada en 1852, aún sin completar, y en 1860, la reina Isabel II visitó las obras. Para cuando se finalizó su construcción, en 1875, ya había quedado anticuada debido a la evolución en la tecnología de la artillería, por lo que, en 1896, se instalaron baterías modernas alrededor de la costa de la península y unos cañones de unos 40 km de alcance.[cita requerida]
La zona fortificada incorpora a la torre de la Princesa, una de las dos torres construidas en la península de la Mola por los ingleses en 1799, durante su tercera ocupación de la isla.
La importancia militar del puerto de Mahón ha sido bien patente durante siglos, especialmente desde el siglo XVI, en que los condicionamientos políticos lo convirtieron en escala marítima, del enlace de la Corona de España con sus posesiones italianas, después, durante el dominio británico de Menorca fue el puerto de apoyo de la escuadra inglesa del Mediterráneo, para convertirse por último en el siglo XIX en la encrucijada de la ruta francesa de Tolón - Argel con la ruta mediterránea inglesa de Gibraltar a Malta.
Las dimensiones del puerto, su calado, y protección de los vientos dominantes del Mediterráneo Occidental, lo hicieron uno de los mejores del Mediterráneo, según la conocida frase del almirante genovés Andrea Doria "Julio, Agosto, y puerto Mahón, los mejores puertos de Mediterráneo son".
Pero la fortaleza de Isabel II (llamada popularmente fortaleza de la Mola por su ubicación en la península de la Mola), es una obra española, iniciada después de la demolición del castillo de San Felipe, como consecuencia de la reactivación de las tensiones internacionales en el Mediterráneo Occidental, cuando Francia ocupó Argelia.
En noviembre de 2007 el Govern firmó un convenio con el Ministerio de Defensa según el cual éste le cedía la antigua instalación defensiva Punta Afuera por un plazo de 15 años, prorrogables hasta un máximo de 75; por su parte el Govern se comprometió a su rehabilitación para dedicar este espacio a la creación de un centro con fines científicos.
Según opiniones generalizadas, la historia de la fortaleza de la Mola no se podría entender bien sin antes leer a Francisco Fornals. En la actualidad, la fortaleza de la Mola está gestionada turísticamente por la empresa mallorquina Pendent, serveis i gestió SL, que junto con Mongofre World Heritage SL, fueron las dos únicas que optaron al concurso.